# Jollydora pierrei
Jollydora pierrei är en tvåhjärtbladig växtart som beskrevs av Ernest Friedrich Gilg. Jollydora pierrei ingår i släktet Jollydora och familjen Connaraceae. Inga underarter finns listade i Catalogue of Life.